# Avenida Costanera (Encarnación)
La Avenida Costanera (o simplemente Costanera) es una avenida que bordea al río Paraná y a los arroyos circundantes que desembocan en este río. 
Posee unos 27 kilómetros de extensión, que se extienden por las orillas de las ciudades de Encarnación y de Carmen del Paraná.

## Historia

### Antecedentes
La obra formaba parte del Plan de Terminación de Yacyretá (PTY), de la Entidad Binacional Yacyretá (EBY), en su afán de aumentar la cota del río de 76 m s. n. m. a 83 m s. n. m., cota óptima para que la hidroeléctrica (activa desde 1994) funcionara al 100% de su capacidad (antes de las obras sólo lo hacia a un 60% de su capacidad).
El proyecto de esta obra sufrió varios cambios y atrasos a lo largo de las negociaciones. Por ejemplo, Posadas -ciudad vecina y afectada también por el PTY- ya había inaugurado el primer tramo de su costanera en el año 1999; sin embargo en Encarnación ni siquiera los proyectos de las obras estaban claros ni mucho menos definidos. El principal problema de entonces es que el agua cubriría por lo menos 500 km² adicionales en los que vivían alrededor de 40.000 personas (en Encarnación y alrededores) que aún no habían sido reubicadas y las dificultades en el proceso de las indemnizaciones. 
Hasta el año 2003, la Binacional impuso sus condiciones: elevar primeramente a cota 83 m s. n. m., y luego hacer una defensa costera; la avenida costanera tendría solamente una extensión de 7 km (y no de 27 km), se recuperarían sólo 70 hectáreas (la mitad de lo que realmente se recuperó), etc. Pero en el año 2006 y tras varios años de confrontaciones y desacuerdos con el proyecto, gracias a la presión de la ciudadanía encarnacena y de la Municipalidad local, se modificaron varios puntos del proyecto en beneficio de la ciudad, en relación con la inclusión o mejora de obras como los accesos viales, puentes, etc.

### Obras
Las obras para la construcción de la costanera empezaron en octubre de 2007, inaugurándose en marzo de 2010 el primer tramo de la costanera, y en diciembre de 2011 los tramos restantes; aunque en el transcurso del año 2012 fueron culminándose los detalles restantes. Trabajaron en la construcción de la costanera cerca de 10.000 obreros de 120 empresas constructoras paraguayas distintas. Se recuperaron 140 hectáreas de suelo que sería inundado, unas 7000 familias fueron re-localizadas, y más de 10.000 familias fueron atendidas por ser afectadas de alguna u otra forma por las obras del PTY. 
La mayoría de los comerciantes de la ex-Zona Baja comercial fueron trasladados al actual Circuito Comercial (en cercanías al puente internacional), los habitantes afectados por las obras de la EBY, fueron trasladados a los complejos habitacionales construidos, ubicados en barrios y distritos aledaños.

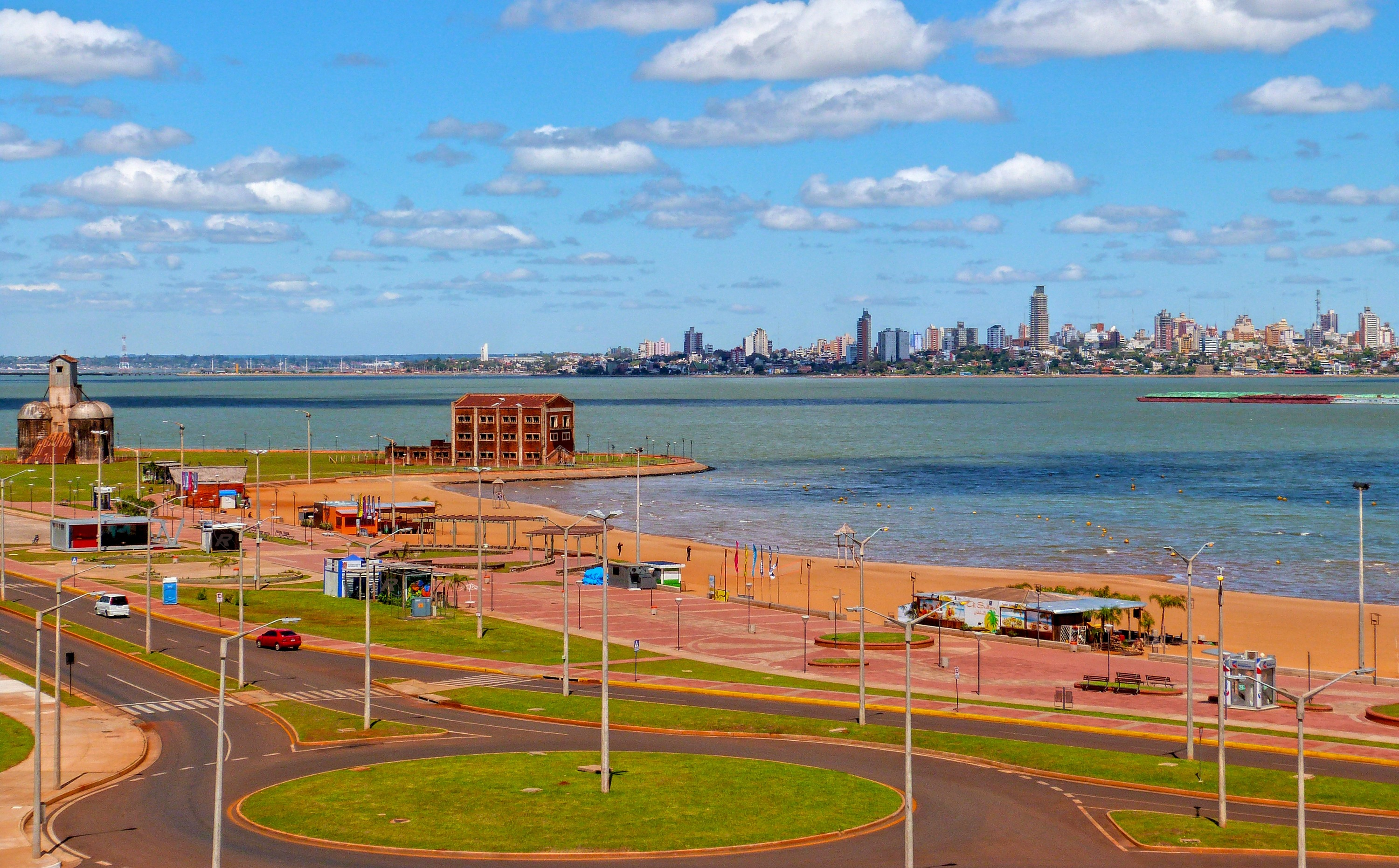
Vista parcial de la Costanera "Avda. Rca. del Paraguay", frente a la Playa San José, al fondo se ven el viejo Silo, el ex Molino, el Río Paraná y la ciudad argentina de Posadas.

El primer sector habilitado de toda la avenida costanera fue la del "Padre Bolik". Las obras de este sector empezaron el 18 de octubre del año 2007 y fue habilitado para el público el 25 de marzo del 2010, en coincidencia con el aniversario 395 de la ciudad. Tiene cerca de 800 m de largo y 100 m de ancho y los trabajos en esta etapa demandaron una inversión de 6,5 millones de dólares. Este sector, por ser el primero en ser habilitado, atrajo a una multitud de personas en su momento, hasta la habilitación del sector oeste de la costanera. En este sector se encuentra el "turista róga" (lugar de guía para turistas).
El sector oeste de la costanera (Avenida República del Paraguay), en el que las obras empezaron a mediados del año 2008, fue habilitado el 17 de diciembre de 2011, que fueron 8,7 km de avenida en total. Al mismo tiempo se habilitaron los sectores de los barrios Pacu-Cuá, Mbói Ka'e, San Pedro, Perimetral Este (límite con Cambyretá) y San Isidro. La inversión de los sectores anteriormente dicho superan los 150 millones de dólares. Ciertos detalles faltantes en estos sectores fueron finalizados en el transcurso del año 2012.
Desde su inauguración hasta ahora, el sector oeste de la costanera, ha sido el que más cantidad de personas ha atraído, ya que en este sector de la costanera, además de la cercanía con el microcentro de la ciudad, se encuentra la famosa playa San José, se admira el skyline de la vecina ciudad argentina de Posadas, y también es lugar donde se encuentra el Centro Cívico, escenario de eventos como los corsos encarnacenos. También se encuentra el paseo gastronómico, y en cercanías un futuro centro comercial.
En el sector del barrio Mbói Ka'e, está ubicado el Destacamento Naval de Encarnación, a metros de la playa del sector, mientras que en el sector del barrio Pacu Cuá se encuentra la terminal de lanchas, además que puede admirarse de cerca el puente internacional San Roque desde abajo. En el sector del barrio San Pedro se encuentra la Escalinata del barrio homónimo. Los sectores del Barrio San Isidro y Perimetral Este sirven más bien para descongestionar el tráfico de sus zonas adyacentes.

## Playas

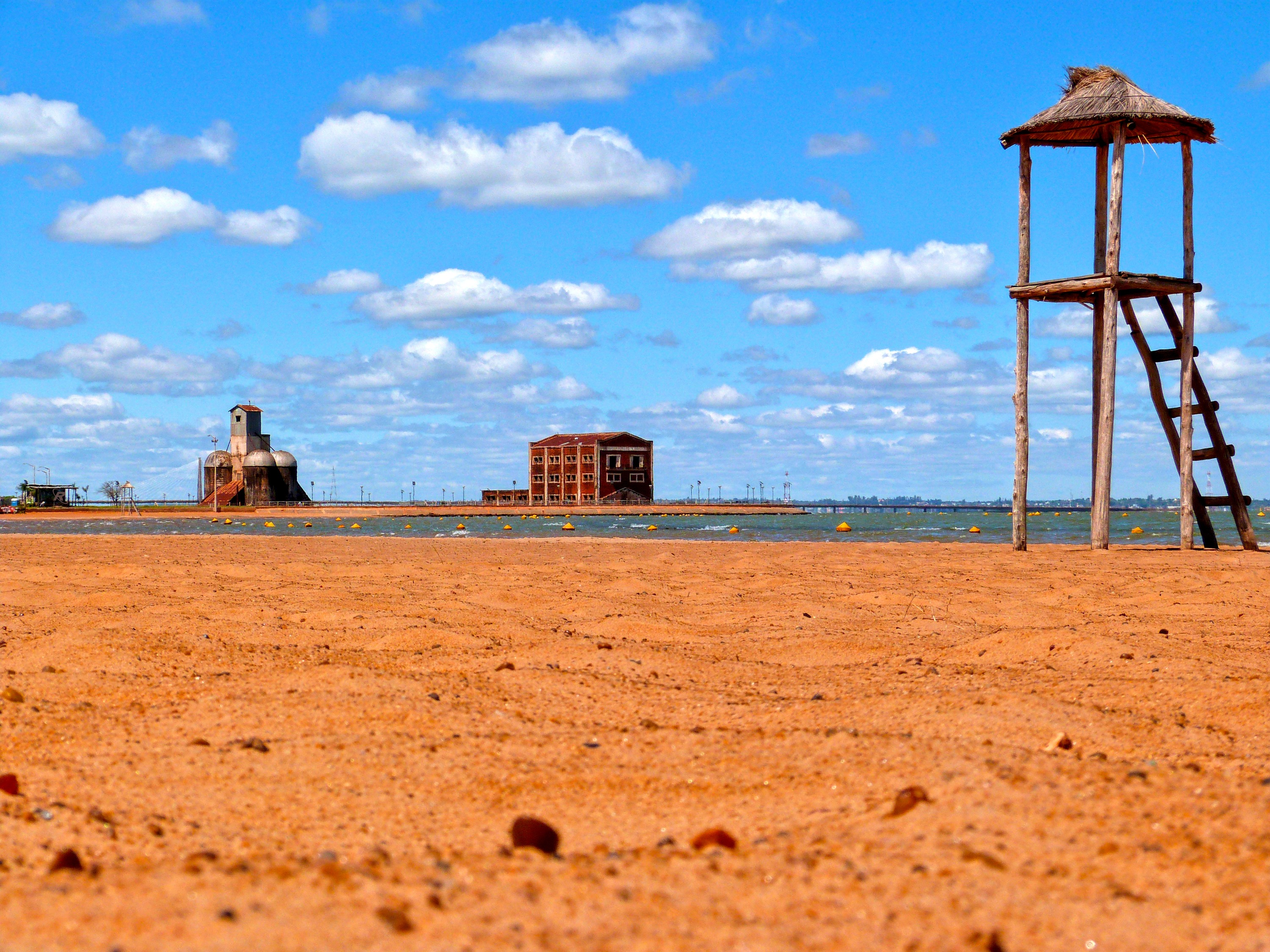
Playa San José, al fondo vista del Silo y el ex Molino San José

A lo largo de la Avenida Costanera se hallan playas en diferentes sectores de las costaneras de Encarnación y Carmen del Paraná.
En la avenida costanera de Carmen del Paraná (a unos 30 km de Encarnación) se ubican tres playas: Tacuary, Pirayú e Ybycuí.
Mientras que en la de Encarnación se ubican también tres playas: San José (la más popular, ubicada en el centro de la ciudad), Mbói Ka'e y Pacu Cuá (del barrio San Isidro). Habilitadas desde diciembre de 2011, donde en su primera temporada (verano 2011-2012) más de 300.000 personas visitaron el lugar. Actualmente es el punto de encuentro de los turistas en la temporada estival, aprovechando las aguas para aplacar el intenso calor veraniego.

## Eventos
La Avda. Costanera ya fue sede de numerosos eventos y maratones, concierto de artistas internacionales como los Auténticos Decadentes, José Luis Rodríguez "El Puma", Carlos Baute, Vicentico, Patricia Sosa, y de bandas nacionales de la música “popular urbana” en Paraguay el grupo Kchiporros, etc.
También se dan días de mini-ferias a los vendedores artesanales para los compradores, exámenes gratuitos para la salud, etc.